# Dirka po Franciji 2010
Dirka po Franciji 2010 je bila 97. dirka po Franciji. Začela se je 3. julija 2010 z 8 kilometrov dolgim prologom v Rotterdamu, kar je prvi start na Nizozemskem po letu 1996, končala pa se je po 3.596 prevoženih kilometrih 25. julija 2010 s ciljem na Elizejskih poljanah v Parizu.
Prve tri etape so potekale po Nizozemskem in Belgiji po poteh identičnih nekaterim spomladanskim klasikam, vključno s sedmimi tlakovanimi odseki v skupni dolžini 13.2 km. Na Touru bo 6 gorskih etap, ob 100. obletnici prve vključitve Pirenejev v Tour tudi dva vzpona na 2.115 metrov visoki prelaz Col du Tourmalet. Edini moštveni kronometer bo ponovno potekal na svoj tradicionalni predzadnji dan dirke.
To je tretji zaporedni kolesarski Grand Tour, ki se je začel na Nizozemskem, po španski Vuelti (Assen, avgust 2009) in italijanskem Giru (Amsterdam, maj 2010).

## Ekipe
Na dirko je tradicionalno povabljenih 20 ekip, katerim se lahko pridružita še dve.
Tour 2010 je bil s sporazumom v septembru 2008 zagotovljen 16 ProTour ekipam ob predpostavki, da ne pride do etičnih kršitev. To so:
- Ag2r-La Mondiale
- Astana
- Caisse d'Epargne
- Team HTC–Columbia
- Euskaltel-Euskadi
- FDJ
- Footon–Servetto–Fuji
- Lampre-Farnese
- Liquigas-Doimo
- Team Milram
- Quick-Step
- Rabobank
- Team Saxo Bank
- Omega Pharma–Lotto

Poleg teh je bilo povabilo zagotovljeno še ekipama Bbox Bouygues Telecom in Cofidis ter dodatno ekipam BMC Racing Team, Cervélo TestTeam, Garmin–Transitions, Team Katusha, Team RadioShack in Team Sky. 

## Etape
| Etapa       | Start in cilj                             | Dolžina     | Tip                     | Datum                 | Zmagovalec etape     | Rumena majica     |
| ----------- | ----------------------------------------- | ----------- | ----------------------- | --------------------- | -------------------- | ----------------- |
| Prolog      | Rotterdam                                 | 8 km        | samostojni kronometer   | sobota, 3. julij      | Fabian Cancellara    | Fabian Cancellara |
| 1           | Rotterdam - Bruselj                       | 224 km      | ravninska etapa         | nedelja, 4. julij     | Alessandro Petacchi  | Fabian Cancellara |
| 2           | Bruselj - Spa                             | 192 km      | vmesna etapa            | ponedeljek, 5. julij  | Sylvain Chavanel     | Sylvain Chavanel  |
| 3           | Wanze - Arenberg - Porte du Hainaut       | 207 km      | ravninska etapa         | torek, 6. julij       | Thor Hushovd         | Fabian Cancellara |
| 4           | Cambrai - Reims                           | 150 km      | ravninska etapa         | sreda, 7. julij       | Alessandro Petacchi  | Fabian Cancellara |
| 5           | Épernay - Montargis                       | 185 km      | ravninska etapa         | četrtek, 8. julij     | Mark Cavendish       | Fabian Cancellara |
| 6           | Montargis - Gueugnon                      | 225 km      | ravninska etapa         | petek, 9. julij       | Mark Cavendish       | Fabian Cancellara |
| 7           | Tournus - Station des Rousses             | 161 km      | vmesna etapa            | sobota, 10. julij     | Sylvain Chavanel     | Sylvain Chavanel  |
| 8           | Station des Rousses - Morzine-Avoriaz     | 189 km      | gorska etapa            | nedelja, 11. julij    | Andy Schleck         | Cadel Evans       |
| dan počitka | dan počitka                               | dan počitka | dan počitka             | ponedeljek, 12. julij |                      |                   |
| 9           | Morzine-Avoriaz - Saint-Jean-de-Maurienne | 204 km      | gorska etapa            | torek, 13. julij      | Sandy Casar          | Andy Schleck      |
| 10          | Chambéry - Gap                            | 179 km      | vmesna etapa            | sreda, 14. julij      | Sérgio Paulinho      | Andy Schleck      |
| 11          | Sisteron - Bourg-lès-Valence              | 180 km      | ravninska etapa         | četrtek, 15. julij    | Mark Cavendish       | Andy Schleck      |
| 12          | Bourg-de-Péage - Mende                    | 210 km      | vmesna etapa            | petek, 16. julij      | Joaquim Rodríguez    | Andy Schleck      |
| 13          | Rodez - Revel                             | 195 km      | ravninska etapa         | sobota, 17. julij     | Aleksander Vinokurov | Andy Schleck      |
| 14          | Revel - Ax-3 Domaines                     | 184 km      | gorska etapa            | nedelja, 18. julij    | Christophe Riblon    | Andy Schleck      |
| 15          | Pamiers - Bagnères-de-Luchon              | 187 km      | gorska etapa            | ponedeljek, 19. julij | Thomas Voeckler      | Alberto Contador  |
| 16          | Bagnères-de-Luchon - Pau                  | 196 km      | gorska etapa            | torek, 20. julij      | Pierrick Fédrigo     | Alberto Contador  |
| dan počitka | dan počitka                               | dan počitka | dan počitka             | sreda, 21. julij      |                      |                   |
| 17          | Pau - Col du Tourmalet                    | 174 km      | gorska etapa            | četrtek, 22. julij    | Andy Schleck         | Alberto Contador  |
| 18          | Salies-de-Béarn - Bordeaux                | 190 km      | ravninska etapa         | petek, 23. julij      | Mark Cavendish       | Alberto Contador  |
| 19          | Bordeaux - Pauillac                       | 51 km       | individualni kronometer | sobota, 24. julij     | Fabian Cancellara    | Alberto Contador  |
| 20          | Longjumeau - Pariz (Elizejske poljane)    | 105 km      | ravninska etapa         | nedelja, 25. julij    | Mark Cavendish       | Alberto Contador  |
| skupno      | skupno                                    | 3596 km     | 3596 km                 | 3596 km               | 3596 km              | 3596 km           |

## Razvrstitev po klasifikacijah
| Etapa  | Zmagovalec           | - Rumena majica               | - Zelena majica     | - Pikčasta majica | - Bela majica  | - Ekipno         | - Rdeča številka     |
| ------ | -------------------- | ----------------------------- | ------------------- | ----------------- | -------------- | ---------------- | -------------------- |
| P      | Fabian Cancellara    | Fabian Cancellara             | Fabian Cancellara   | brez              | Tony Martin    | Team RadioShack  | brez                 |
| 1      | Alessandro Petacchi  | Fabian Cancellara             | Alessandro Petacchi | brez              | Tony Martin    | Team RadioShack  | Maarten Wynants      |
| 2      | Sylvain Chavanel     | Sylvain Chavanel              | Sylvain Chavanel    | Jérôme Pineau     | Tony Martin    | Quick-Step       | Sylvain Chavanel     |
| 3      | Thor Hushovd         | Fabian Cancellara             | Thor Hushovd        | Jérôme Pineau     | Geraint Thomas | Team Saxo Bank   | Ryder Hesjedal       |
| 4      | Alessandro Petacchi  | Fabian Cancellara             | Thor Hushovd        | Jérôme Pineau     | Geraint Thomas | Team Saxo Bank   | Dimitri Champion     |
| 5      | Mark Cavendish       | Fabian Cancellara             | Thor Hushovd        | Jérôme Pineau     | Geraint Thomas | Team Saxo Bank   | Iván Gutiérrez       |
| 6      | Mark Cavendish       | Fabian Cancellara             | Thor Hushovd        | Jérôme Pineau     | Geraint Thomas | Team Saxo Bank   | Mathieu Perget       |
| 7      | Sylvain Chavanel     | Sylvain Chavanel              | Thor Hushovd        | Jérôme Pineau     | Andy Schleck   | Astana           | Jérôme Pineau        |
| 8      | Andy Schleck         | Cadel Evans                   | Thor Hushovd        | Jérôme Pineau     | Andy Schleck   | Rabobank         | Mario Aerts          |
| 9      | Sandy Casar          | Andy Schleck                  | Thor Hushovd        | Anthony Charteau  | Andy Schleck   | Caisse d'Epargne | Luis León Sánchez    |
| 10     | Sérgio Paulinho      | Andy Schleck                  | Thor Hushovd        | Jérôme Pineau     | Andy Schleck   | Caisse d'Epargne | Mario Aerts          |
| 11     | Mark Cavendish       | Andy Schleck                  | Alessandro Petacchi | Jérôme Pineau     | Andy Schleck   | Caisse d'Epargne | Stéphane Augé        |
| 12     | Joaquim Rodríguez    | Andy Schleck                  | Thor Hushovd        | Anthony Charteau  | Andy Schleck   | Team RadioShack  | Aleksander Vinokurov |
| 313    | Aleksander Vinokurov | Andy Schleck                  | Alessandro Petacchi | Anthony Charteau  | Andy Schleck   | Team RadioShack  | Juan Antonio Flecha  |
| 14     | Christophe Riblon    | Andy Schleck                  | Alessandro Petacchi | Anthony Charteau  | Andy Schleck   | Caisse d'Epargne | Christophe Riblon    |
| 15     | Thomas Voeckler      | Alberto Contador              | Alessandro Petacchi | Anthony Charteau  | Andy Schleck   | Team RadioShack  | Thomas Voeckler      |
| 16     | Pierrick Fédrigo     | Alberto Contador              | Thor Hushovd        | Anthony Charteau  | Andy Schleck   | Team RadioShack  | Carlos Barredo       |
| 17     | Andy Schleck         | Alberto Contador              | Thor Hushovd        | Anthony Charteau  | Andy Schleck   | Team RadioShack  | Aleksander Kolobnjev |
| 18     | Mark Cavendish       | Alberto Contador              | Alessandro Petacchi | Anthony Charteau  | Andy Schleck   | Team RadioShack  | Daniel Oss           |
| 19     | Fabian Cancellara    | Alberto Contador              | Alessandro Petacchi | Anthony Charteau  | Andy Schleck   | Team RadioShack  | brez                 |
| 20     | Mark Cavendish       | Alberto Contador              | Alessandro Petacchi | Anthony Charteau  | Andy Schleck   | Team RadioShack  | brez                 |
| Skupaj | Skupaj               | Alberto Contador Andy Schleck | Alessandro Petacchi | Anthony Charteau  | Andy Schleck   | Team RadioShack  | Sylvain Chavanel     |

## Končna razvrstitev
| Legenda                                  | Legenda                                  | Legenda                               | Legenda                                    |
| ---------------------------------------- | ---------------------------------------- | ------------------------------------- | ------------------------------------------ |
| A yellow jersey.                         | Predstavlja vodilnega v skupnem seštevku | A white jersey with red polka dots.   | Predstavlja vodilnega v gorski razvrstitvi |
| A green jersey.                          | Predstavlja vodilnega po točkah          | A white jersey.                       | Predstavlja najboljšega mladega kolesarja  |
| A white jersey with a yellow number bib. | Predstavlja vodilnega najboljše ekipe    | A white jersey with a red number bib. | Predstavlja najbolj borbenega kolesarja    |

### Rumena majica
| Poz. | Kolesar                     | Ekipa              | Čas         |
| ---- | --------------------------- | ------------------ | ----------- |
| DSQ  | Alberto Contador (ESP)      | Astana             | 91h 58' 48" |
| 1    | Andy Schleck (LUX)          | Team Saxo Bank     | 91h 59' 27" |
| DSQ  | Denis Menčov (RUS)          | Rabobank           | +1' 22"     |
| 2    | Samuel Sánchez (ESP)        | Euskaltel-Euskadi  | + 3' 01"    |
| 3    | Jurgen Van den Broeck (BEL) | Omega Pharma–Lotto | + 6' 15"    |
| 4    | Robert Gesink (NED)         | Rabobank           | + 8' 52"    |
| 5    | Ryder Hesjedal (CAN)        | Garmin–Transitions | + 9' 36"    |
| 6    | Joaquim Rodríguez (ESP)     | Team Katusha       | + 10' 58"   |
| 7    | Roman Kreuziger (CZE)       | Liquigas-Doimo     | + 11' 15"   |
| 8    | Chris Horner (USA)          | Team RadioShack    | + 11' 23"   |
| 9    | Luis Leon Sánchez (ESP)     | Caisse d'Epargne   | + 13' 42"   |
| 10   | Rubén Plaza (ESP)           | Caisse d'Epargne   | + 13' 50"   |

| Skupna razvrstitev kolesarjev (11–170) | Skupna razvrstitev kolesarjev (11–170) | Skupna razvrstitev kolesarjev (11–170) | Skupna razvrstitev kolesarjev (11–170) |
| Poz.                                   | Kolesar                                | Ekipa                                  | Čas                                    |
| -------------------------------------- | -------------------------------------- | -------------------------------------- | -------------------------------------- |
| 11                                     | Levi Leipheimer (USA)                  | Team RadioShack                        | + 14' 01"                              |
| 12                                     | Andreas Klöden (GER)                   | Team RadioShack                        | + 15' 57"                              |
| 13                                     | Nicolas Roche (IRE)                    | Ag2r-La Mondiale                       | + 16' 20"                              |
| 14                                     | Aleksander Vinokurov (KAZ)             | Astana                                 | + 17' 07"                              |
| 15                                     | Thomas Lövkvist (SWE)                  | Team Sky                               | + 20' 07"                              |
| 16                                     | Kevin De Weert (BEL)                   | Quick-Step                             | + 21' 15"                              |
| 17                                     | John Gadret (FRA)                      | Ag2r-La Mondiale                       | + 23' 25"                              |
| 18                                     | Carlos Sastre (ESP)                    | Cervélo TestTeam                       | + 25' 58"                              |
| 19                                     | Daniel Moreno (ESP)                    | Omega Pharma–Lotto                     | + 28' 59"                              |
| 20                                     | Christophe Moreau (FRA)                | Caisse d'Epargne                       | + 33' 22"                              |
| DSQ                                    | Lance Armstrong (USA)                  | Team RadioShack                        | +38' 41"                               |
| 21                                     | Bradley Wiggins (GBR)                  | Team Sky                               | + 38' 45"                              |
| 22                                     | Sandy Casar (FRA)                      | FDJ                                    | + 45' 13"                              |
| 23                                     | Cadel Evans (AUS)                      | BMC Racing Team                        | + 49' 48"                              |
| 24                                     | Julien El Fares (FRA)                  | Cofidis                                | + 52' 43"                              |
| 25                                     | Christophe Riblon (FRA)                | Ag2r-La Mondiale                       | + 54' 34"                              |
| 26                                     | Damiano Cunego (ITA)                   | Lampre-Farnese                         | + 56' 14"                              |
| 27                                     | Johan Vansummeren (BEL)                | Garmin–Transitions                     | + 58' 14"                              |
| 28                                     | Sylvain Chavanel (FRA)                 | Quick-Step                             | + 58' 38"                              |
| 29                                     | Ivan Basso (ITA)                       | Liquigas-Doimo                         | + 58' 54"                              |
| 30                                     | Mario Aerts (BEL)                      | Omega Pharma–Lotto                     | + 1h 01' 57"                           |
| 31                                     | Volodimir Gustov (UKR)                 | Cervélo TestTeam                       | + 1h 09' 12"                           |
| 32                                     | Juan Manuel Gárate (ESP)               | Rabobank                               | + 1h 09' 24"                           |
| 33                                     | Gorka Verdugo (ESP)                    | Euskaltel-Euskadi                      | + 1h 09' 30"                           |
| 34                                     | Michael Rogers (AUS)                   | Team HTC–Columbia                      | + 1h 09' 32"                           |
| 35                                     | Rémi Pauriol (FRA)                     | Cofidis                                | + 1h 10' 13"                           |
| 36                                     | Kanstancin Sivcov (BLR)                | Team HTC–Columbia                      | + 1h 12' 40"                           |
| 37                                     | Egoi Martínez (ESP)                    | Euskaltel-Euskadi                      | + 1h 18' 30"                           |
| DSQ                                    | Carlos Barredo (ESP)                   | Quick-Step                             | + 1h 19' 32"                           |
| 38                                     | Christophe Le Mével (FRA)              | FDJ                                    | + 1h 21' 59"                           |
| 39                                     | Janez Brajkovič (SLO)                  | Team RadioShack                        | + 1h 22' 47"                           |
| 40                                     | Anthony Charteau (FRA)                 | Bbox Bouygues Telecom                  | + 1h 23' 33"                           |
| 41                                     | Cyril Gautier (FRA)                    | Bbox Bouygues Telecom                  | + 1h 24' 33"                           |
| 42                                     | Sergio Paulinho (POR)                  | Team RadioShack                        | + 1h 25' 04"                           |
| 43                                     | Matthew Lloyd (AUS)                    | Omega Pharma–Lotto                     | + 1h 29' 23"                           |
| 44                                     | José Iván Gutiérrez (ESP)              | Caisse d'Epargne                       | + 1h 37' 47"                           |
| 45                                     | Daniel Navarro (ESP)                   | Astana                                 | + 1h 37' 51"                           |
| 46                                     | Jakob Fuglsang (DEN)                   | Team Saxo Bank                         | + 1h 37' 53"                           |
| 47                                     | Steve Morabito (SUI)                   | BMC Racing Team                        | + 1h 38' 32"                           |
| 48                                     | Koos Moerenhout (NED)                  | Rabobank                               | + 1h 40' 06"                           |
| 49                                     | Rafael Valls (ESP)                     | Footon–Servetto–Fuji                   | + 1h 41' 48"                           |
| 50                                     | Paolo Tiralongo (ITA)                  | Astana                                 | + 1h 44' 22"                           |
| 51                                     | Maxime Monfort (BEL)                   | Team HTC–Columbia                      | + 1h 44' 23"                           |
| 52                                     | Grischa Niermann (GER)                 | Rabobank                               | + 1h 45' 53"                           |
| 53                                     | Pierrick Fédrigo (FRA)                 | Bbox Bouygues Telecom                  | + 1h 45' 58"                           |
| 54                                     | Pierre Rolland (FRA)                   | Bbox Bouygues Telecom                  | + 1h 46' 03"                           |
| 55                                     | George Hincapie (USA)                  | BMC Racing Team                        | + 1h 46' 11"                           |
| 56                                     | Vasil Kirjienka (BLR)                  | Caisse d'Epargne                       | + 1h 47' 15"                           |
| 57                                     | Sylwester Szmyd (POL)                  | Liquigas-Doimo                         | + 1h 47' 23"                           |
| 58                                     | Iván Velasco (ESP)                     | Euskaltel-Euskadi                      | + 1h 49' 18"                           |
| 59                                     | Jurgen Van De Walle (BEL)              | Quick-Step                             | + 1h 50' 54"                           |
| 60                                     | Mathieu Perget (FRA)                   | Caisse d'Epargne                       | + 1h 53' 00"                           |
| 61                                     | Aleksander Kolobnjev (RUS)             | Team Katusha                           | + 1h 54' 34"                           |
| 62                                     | Jérôme Pineau (FRA)                    | Quick-Step                             | + 1h 57' 19"                           |
| 63                                     | Geraint Thomas (GBR)                   | Team Sky                               | + 1h 59' 26"                           |
| 64                                     | José Joaquín Rojas (ESP)               | Caisse d'Epargne                       | + 2h 01' 19"                           |
| 65                                     | Chris Anker Sørensen (DEN)             | Team Saxo Bank                         | + 2h 04' 07"                           |
| 66                                     | Amaël Moinard (FRA)                    | Cofidis                                | + 2h 04' 31"                           |
| 67                                     | Damien Monier (FRA)                    | Cofidis                                | + 2h 08' 54"                           |
| 68                                     | Francis De Greef (BEL)                 | Omega Pharma–Lotto                     | + 2h 11' 43"                           |
| 69                                     | Rui Costa (POR)                        | Caisse d'Epargne                       | + 2h 11' 49"                           |
| 70                                     | Thomas Rohregger (AUT)                 | Team Milram                            | + 2h 12' 18"                           |
| 71                                     | Martin Elmiger (SUI)                   | Ag2r-La Mondiale                       | + 2h 14' 54"                           |
| 72                                     | Thomas Voeckler (FRA)                  | Bbox Bouygues Telecom                  | + 2h 15' 28"                           |
| 73                                     | Imanol Erviti (ESP)                    | Caisse d'Epargne                       | + 2h 18' 36"                           |
| 74                                     | Rémy Di Gregorio (FRA)                 | FDJ                                    | + 2h 20' 55"                           |
| 75                                     | Edvard Vorganov (RUS)                  | Team Katusha                           | + 2h 26' 40"                           |
| 76                                     | Sebastian Lang (GER)                   | Omega Pharma–Lotto                     | + 2h 28' 59"                           |
| 77                                     | Arkaitz Duran (ESP)                    | Footon–Servetto–Fuji                   | + 2h 29' 10"                           |
| 78                                     | Aitor Pérez (ESP)                      | Footon–Servetto–Fuji                   | + 2h 31' 38"                           |
| 79                                     | Eros Capecchi (ITA)                    | Footon–Servetto–Fuji                   | + 2h 33' 59"                           |
| 80                                     | Linus Gerdemann (GER)                  | Team Milram                            | + 2h 35' 36"                           |
| 81                                     | Jaroslav Popovič (UKR)                 | Team RadioShack                        | + 2h 37' 17"                           |
| 82                                     | Aleksandr Kučinski (BLR)               | Liquigas-Doimo                         | + 2h 39' 01"                           |
| 83                                     | Alessandro Ballan (ITA)                | BMC Racing Team                        | + 2h 41' 59"                           |
| 84                                     | Nicolas Vogondy (FRA)                  | Bbox Bouygues Telecom                  | + 2h 42' 03"                           |
| 85                                     | Juan Antonio Flecha (ESP)              | Team Sky                               | + 2h 43' 01"                           |
| 86                                     | Johannes Fröhlinger (GER)              | Team Milram                            | + 2h 48' 44"                           |
| 87                                     | Christian Knees (GER)                  | Team Milram                            | + 2h 52' 59"                           |
| 88                                     | Sébastien Minard (FRA)                 | Cofidis                                | + 2h 53' 51"                           |
| 89                                     | Mathieu Ladagnous (FRA)                | FDJ                                    | + 2h 54' 57"                           |
| 90                                     | Kristjan Koren (SLO)                   | Liquigas-Doimo                         | + 2h 56' 32"                           |
| 91                                     | Rubén Pérez (ESP)                      | Euskaltel-Euskadi                      | + 2h 56' 38"                           |
| 92                                     | Benoît Vaugrenard (FRA)                | FDJ                                    | + 2h 57' 26"                           |
| 93                                     | Christophe Kern (GER)                  | Cofidis                                | + 2h 57' 55"                           |
| 94                                     | Rinaldo Nocentini (ITA)                | Ag2r-La Mondiale                       | + 3h 00' 30"                           |
| 95                                     | Michael Barry (CAN)                    | Team Sky                               | + 3h 00' 55"                           |
| 96                                     | Matthieu Sprick (FRA)                  | Bbox Bouygues Telecom                  | + 3h 01' 01"                           |
| 97                                     | David Zabriskie (USA)                  | Garmin–Transitions                     | + 3h 01' 09"                           |
| 98                                     | Pavel Brutt (RUS)                      | Team Katusha                           | + 3h 02' 33"                           |
| 99                                     | Luke Roberts (AUS)                     | Team Milram                            | + 3h 03' 28"                           |
| 100                                    | Benjamín Noval (ESP)                   | Astana                                 | + 3h 04' 43"                           |
| 101                                    | Francesco Gavazzi (ITA)                | Lampre-Farnese                         | + 3h 06' 05"                           |
| 102                                    | Maxime Bouet (FRA)                     | Ag2r-La Mondiale                       | + 3h 07' 01"                           |
| 103                                    | Serge Pauwels (BEL)                    | Team Sky                               | + 3h 08' 09"                           |
| 104                                    | Alexandre Pliușchin (MDA)              | Team Katusha                           | + 3h 08' 26"                           |
| 105                                    | Sergej Ivanov (RUS)                    | Team Katusha                           | + 3h 08' 31"                           |
| 106                                    | David de la Fuente (ESP)               | Astana                                 | + 3h 10' 25"                           |
| 107                                    | Thor Hushovd (NOR)                     | Cervélo TestTeam                       | + 3h 12' 18"                           |
| 108                                    | Jukija Araširo (JPN)                   | Bbox Bouygues Telecom                  | + 3h 12' 41"                           |
| 109                                    | Sébastien Turgot (FRA)                 | Bbox Bouygues Telecom                  | + 3h 13' 26"                           |
| 110                                    | Grégory Rast (SUI)                     | Team RadioShack                        | + 3h 13' 32"                           |
| 111                                    | Iñaki Isasi (ESP)                      | Euskaltel-Euskadi                      | + 3h 13' 51"                           |
| 112                                    | Edvald Boasson Hagen (NOR)             | Team Sky                               | + 3h 14' 18"                           |
| 113                                    | Maarten Wynants (BEL)                  | Quick-Step                             | + 3h 14' 40"                           |
| 114                                    | Lloyd Mondory (FRA)                    | Ag2r-La Mondiale                       | + 3h 15' 41"                           |
| 115                                    | Fabian Wegmann (GER)                   | Team Milram                            | + 3h 17' 14"                           |
| 116                                    | Jürgen Roelandts (BEL)                 | Omega Pharma–Lotto                     | + 3h 17' 48"                           |
| 117                                    | Fabian Cancellara (SUI)                | Team Saxo Bank                         | + 3h 19' 04"                           |
| 118                                    | Francesco Bellotti (ITA)               | Liquigas-Doimo                         | + 3h 19' 47"                           |
| 119                                    | Mauro Da Dalto (ITA)                   | Lampre-Farnese                         | + 3h 21' 10"                           |
| 120                                    | Daniel Oss (ITA)                       | Liquigas-Doimo                         | + 3h 21' 40"                           |
| 121                                    | Grega Bole (SLO)                       | Lampre-Farnese                         | + 3h 22' 28"                           |
| 122                                    | Jens Voigt (GER)                       | Team Saxo Bank                         | + 3h 22' 52"                           |
| 123                                    | Ignatas Konovalovas (LIT)              | Cervélo TestTeam                       | + 3h 22' 57"                           |
| 124                                    | Brian Bach Vandborg (DEN)              | Liquigas-Doimo                         | + 3h 23' 38"                           |
| 125                                    | Alan Pérez (ESP)                       | Euskaltel-Euskadi                      | + 3h 24' 11"                           |
| 126                                    | Lars Boom (NED)                        | Rabobank                               | + 3h 25' 39"                           |
| 127                                    | Maksim Iglinski (KAZ)                  | Astana                                 | + 3h 25' 49"                           |
| 128                                    | Maarten Tjallingii (NED)               | Rabobank                               | + 3h 26' 51"                           |
| 129                                    | Gerald Ciolek (GER)                    | Team Milram                            | + 3h 26' 57"                           |
| 130                                    | Kevin Seeldraeyers (BEL)               | Quick-Step                             | + 3h 28' 22"                           |
| 131                                    | Danilo Hondo (GER)                     | Lampre-Farnese                         | + 3h 28' 33"                           |
| 132                                    | Andrij Grivko (UKR)                    | Astana                                 | + 3h 29' 27"                           |
| 133                                    | Tony Martin (GER)                      | Team HTC–Columbia                      | + 3h 30' 31"                           |
| 134                                    | Karsten Kroon (NED)                    | BMC Racing Team                        | + 3h 30' 59"                           |
| 135                                    | Martijn Maaskant (NED)                 | Garmin–Transitions                     | + 3h 31' 19"                           |
| 136                                    | Jesús Hernández (ESP)                  | Astana                                 | + 3h 31' 23"                           |
| 137                                    | Óscar Freire (ESP)                     | Rabobank                               | + 3h 33' 06"                           |
| 138                                    | Matti Breschel (DEN)                   | Team Saxo Bank                         | + 3h 34' 52"                           |
| 139                                    | Jérémy Roy (FRA)                       | FDJ                                    | + 3h 37' 18"                           |
| 140                                    | Dries Devenyns (BEL)                   | Quick-Step                             | + 3h 37' 57"                           |
| 141                                    | José Alberto Benítez (ESP)             | Footon–Servetto–Fuji                   | + 3h 38' 33"                           |
| 142                                    | Anthony Geslin (FRA)                   | FDJ                                    | + 3h 38' 58"                           |
| 143                                    | Brent Bookwalter (USA)                 | BMC Racing Team                        | + 3h 40' 58"                           |
| 144                                    | Dimitrij Muravjev (KAZ)                | Team RadioShack                        | + 3h 41' 08"                           |
| 145                                    | Stuart O'Grady (AUS)                   | Team Saxo Bank                         | + 3h 42' 00"                           |
| 146                                    | Alessandro Petacchi (ITA)              | Lampre-Farnese                         | + 3h 43' 59"                           |
| 147                                    | Steven Cummings (GBR)                  | Team Sky                               | + 3h 45' 08"                           |
| 148                                    | Wesley Sulzberger (AUS)                | FDJ                                    | + 3h 46' 20"                           |
| 149                                    | Stéphane Augé (FRA)                    | Cofidis                                | + 3h 49' 11"                           |
| 150                                    | Mark Cavendish (GBR)                   | Team HTC–Columbia                      | + 3h 50' 44"                           |
| 151                                    | Nicki Sørensen (DEN)                   | Team Saxo Bank                         | + 3h 53' 33"                           |
| 152                                    | Bernhard Eisel (AUT)                   | Team HTC–Columbia                      | + 3h 53' 37"                           |
| 153                                    | Julian Dean (NZL)                      | Garmin–Transitions                     | + 3h 55' 34"                           |
| 154                                    | David Millar (GBR)                     | Garmin–Transitions                     | + 3h 56' 07"                           |
| 155                                    | Brett Lancaster (AUS)                  | Cervélo TestTeam                       | + 3h 56' 21"                           |
| 156                                    | Dimitri Champion (FRA)                 | Ag2r-La Mondiale                       | + 3h 59' 06"                           |
| 157                                    | Marcus Burghardt (GER)                 | BMC Racing Team                        | + 4h 00' 08"                           |
| 158                                    | Manuel Quinziato (ITA)                 | Liquigas-Doimo                         | + 4h 00' 23"                           |
| 159                                    | Jeremy Hunt (GBR)                      | Cervélo TestTeam                       | + 4h 01' 42"                           |
| 160                                    | Daniel Lloyd (GBR)                     | Cervélo TestTeam                       | + 4h 02' 20"                           |
| 161                                    | Robbie McEwen (AUS)                    | Team Katusha                           | + 4h 07' 49"                           |
| 162                                    | Mirco Lorenzetto (ITA)                 | Lampre-Farnese                         | + 4h 08' 33"                           |
| 163                                    | Anthony Roux (FRA)                     | FDJ                                    | + 4h 12' 58"                           |
| DSQ                                    | Andreas Klier (GER)                    | Cervélo TestTeam                       | +4h 16' 37"                            |
| 164                                    | Bert Grabsch (GER)                     | Team HTC–Columbia                      | + 4h 22' 22"                           |
| 165                                    | Adriano Malori (ITA)                   | Lampre-Farnese                         | + 4h 26' 24"                           |

### Zelena majica
| Poz. | Kolesar                    | Ekipa                 | Točke |
| ---- | -------------------------- | --------------------- | ----- |
| 1    | Alessandro Petacchi (ITA)  | Lampre-Farnese        | 243   |
| 2    | Mark Cavendish (GBR)       | Team HTC–Columbia     | 232   |
| 3    | Thor Hushovd (NOR)         | Cervélo TestTeam      | 222   |
| 4    | José Joaquín Rojas (ESP)   | Caisse d'Epargne      | 179   |
| 5    | Robbie McEwen (AUS)        | Team Katusha          | 179   |
| 6    | Edvald Boasson Hagen (NOR) | Team Sky              | 161   |
| 7    | Sébastien Turgot (FRA)     | Bbox Bouygues Telecom | 135   |
| 8    | Gerald Ciolek (GER)        | Team Milram           | 126   |
| 9    | Jürgen Roelandts (BEL)     | Omega Pharma–Lotto    | 124   |
| 10   | Lloyd Mondory (FRA)        | Ag2r-La Mondiale      | 119   |

### Pikčasta majica
| Poz. | Kolesar                 | Ekipa                 | Točke |
| ---- | ----------------------- | --------------------- | ----- |
| 1    | Anthony Charteau (FRA)  | Bbox Bouygues Telecom | 143   |
| 2    | Christophe Moreau (FRA) | Caisse d'Epargne      | 128   |
| 3    | Andy Schleck (LUX)      | Team Saxo Bank        | 116   |
| DSQ  | Alberto Contador (ESP)  | Astana                | 112   |
| 4    | Damiano Cunego (ITA)    | Lampre-Farnese        | 99    |
| 5    | Samuel Sánchez (ESP)    | Euskaltel-Euskadi     | 96    |
| 6    | Sandy Casar (FRA)       | Française des Jeux    | 93    |
| 7    | Jérôme Pineau (FRA)     | Quick-Step            | 92    |
| 8    | Thomas Voeckler (FRA)   | Bbox Bouygues Telecom | 82    |
| 9    | Pierrick Fédrigo (FRA)  | Bbox Bouygues Telecom | 72    |
| 10   | Joaquim Rodríguez (ESP) | Team Katusha          | 66    |

### Bela majica
| Poz. | Kolesar                  | Ekipa                 | Čas          |
| ---- | ------------------------ | --------------------- | ------------ |
| 1    | Andy Schleck (LUX)       | Team Saxo Bank        | 91h 59′ 27"  |
| 2    | Robert Gesink (NED)      | Rabobank              | + 8′ 52"     |
| 3    | Roman Kreuziger (CZE)    | Liquigas-Doimo        | + 11′ 15"    |
| 4    | Julien El Fares (FRA)    | Cofidis               | + 52′ 43"    |
| 5    | Cyril Gautier (FRA)      | Bbox Bouygues Telecom | + 1h 24′ 33" |
| 6    | Jakob Fuglsang (DEN)     | Team Saxo Bank        | + 1h 37′ 53" |
| 7    | Rafael Valls (ESP)       | Footon–Servetto–Fuji  | + 1h 41′ 48" |
| 8    | Pierre Rolland (FRA)     | Bbox Bouygues Telecom | + 1h 46′ 03" |
| 9    | Geraint Thomas (GBR)     | Team Sky              | + 1h 59′ 26" |
| 10   | José Joaquín Rojas (ESP) | Caisse d'Epargne      | + 2h 01′ 19" |

### Ekipna razvrstitev
| Poz. | Ekipa                 | Čas          |
| ---- | --------------------- | ------------ |
| 1    | Team RadioShack       | 276h 02' 03" |
| 2    | Caisse d'Epargne      | + 9′ 15"     |
| 3    | Rabobank              | + 27′ 48"    |
| 4    | Ag2r-La Mondiale      | + 41′ 10"    |
| 5    | Omega Pharma–Lotto    | + 51′ 01"    |
| 6    | Astana                | + 56′ 16"    |
| 7    | Quick-Step            | + 1h 06′ 23" |
| 8    | Euskaltel-Euskadi     | + 1h 23′ 02" |
| 9    | Liquigas-Doimo        | + 1h 29′ 14" |
| 10   | Bbox Bouygues Telecom | + 1h 54′ 18″ |